# Colònia dels Rius del Sud
La colònia dels Rius del Sud fou una colònia francesa constituïda l'1 d'agost de 1889 amb el territori dels Rius del Sud (dependent del Senegal). Va restar dins del Senegal. El 1891 va esclatar la guerra contra Samori Turé que només quatre anys abans havia demanat el protectorat francès; la colònia seguia sota dependència del governador de Dakar (Senegal) fins que el 17 de desembre de 1891 un decret la va segregar del Senegal administrativa i financerament. El 10 de març de 1893 fou rebatejada colònia de Guinea Francesa, restant encara sota dependència orgànica del governador del Senegal però amb autonomia financera.

## Governadors
- Jean-Marie Bayol 1 d'agost a 22 de desembre de 1891
- Noël Eugène Ballay 1891 - 1893 
  - Paul Jean François Cousturier (suplent de Ballay) 1892 - 1893